# Ismael Caetano
Ismael Caetano (Belo Horizonte, 7 de agosto de 1921 — ?) foi um futebolista brasileiro. Passando a maior parte da carreira em clubes mineiros, notadamente Villa Nova, Cruzeiro e Atlético Mineiro, ganhou maior destaque pelo Vasco da Gama, atuando no Expresso da Vitória.
Em 1948, conquistou o Campeonato Sul-Americano de Campeões, primeiro torneio continental da história. Esteve em campo em todas as seis partidas (dois como titular), participando de 41% dos gols do Vasco, com 2 gols e 3 assistências.

## Títulos
Cruzeiro
- Campeonato Mineiro: 1943, 1944 e 1945

Vasco da Gama
- Campeonato Sul-Americano de Clubes Campeões: 1948
- Campeonato Carioca: 1947
- Taça Centenários de Portugal: 1947[4]